# Disques Dreyfus
Disques Dreyfus — звукозаписувальний лейбл.
Жан-Мішель Жарр випускав свої альбоми на цьому лейблі понад 20 років. Франсіс Дрейфус заснував Disque Dreyfus в 1985 році, до цього лейбл називався Disques Motors.

## Артисти
- Бірелі Лагрен
- Жан-Мішель Жарр
- Маркус Міллер
- Рішар Гальяно
- Мішель Петруччіані
- Алан Стівел